# 9091 Ісідатакакі
9091 Ісідатакакі (9091 Ishidatakaki) — астероїд головного поясу, відкритий 2 листопада 1995 року.
Тіссеранів параметр щодо Юпітера — 3,471.